# Merítés-díj
A Merítés-díj a Moly.hu könyves közösségi oldal felhasználói által megítélt irodalmi díj, melyet a kortárs magyar irodalom népszerűsítése érdekében hoztak létre. A díjazottak a megelőző naptári évben magyar szerzőktől első kiadásban megjelent művek közül kerülnek ki.
Az oldalon működő Merítés-magazinhoz kötődő zsűrik állítják össze az általában tíz könyvet tartalmazó tematikus listákat, melyeket hagyományosan június folyamán tesznek közzé. A következő fázisban mind a zsűri, mind a Moly.hu regisztrált felhasználói kategóriánként megválasztják a díjazottat.

## Eddigi díjazottak időrendben
Az Év oszlopban az átadási év található.

### Fikciós széppróza kategória
Az első évad folyamán a díj ezzel az egy kategóriával indult.
| Év   | A közönségdíjas könyv                        | A zsűri díjazottja                           |
| ---- | -------------------------------------------- | -------------------------------------------- |
| 2015 | Dragomán György: Máglya                      | Závada Pál: Természetes fény                 |
| 2016 | Bartis Attila: A vége                        | Darvasi László: Isten. Haza. Csal.           |
| 2017 | Grecsó Krisztián: Jelmezbál                  | Krasznahorkai László: Báró Wenckheim hazatér |
| 2018 | Vida Gábor: Egy dadogás története            | Vida Gábor: Egy dadogás története            |
| 2019 | Krusovszky Dénes: Akik már nem leszünk sosem | Garaczi László: Hasítás                      |
| 2020 | Moesko Péter: Megyünk haza                   | Bodor Ádám: Sehol                            |
| 2021 | Nádasdy Ádám: Szakállas Neptun               | Tompa Andrea: Haza                           |
| 2022 | Gerlóczy Márton: Fikció 1. - A katlan        | Danyi Zoltán: A rózsákról                    |
| 2023 | Tóth Krisztina: A majom szeme                | Nádas Péter: Rémtörténetek                   |
| 2024 | Tompa Andrea: Sokszor nem halunk meg         | Tompa Andrea: Sokszor nem halunk meg         |
| 2025 | TBD                                          | TBD                                          |

### Gyermekirodalom
2016-ban ítélték oda először, 2017-ben vált ki belőle az Ifjúsági irodalom kategória.
| Év   | A közönségdíjas könyv                          | A zsűri díjazottja                               |
| ---- | ---------------------------------------------- | ------------------------------------------------ |
| 2016 | Holden Rose: Az ellopott karácsony             | Varró Zsuzsa és Varró Dániel: Áfonyka            |
| 2017 | Dunajcsik Mátyás: A Szemüveges Szirén          | Kertész Erzsi: Helló, felség!                    |
| 2018 | Pásztohy Panka: Pesti mese                     | Paulik Móni és Vincze Zsuzsi: Lili és a bátorság |
| 2019 | Bodor Attila: A tél menyasszonya               | Harcos Bálint: A boszorkánycica                  |
| 2020 | Berg Judit: Rumini Tükör-szigeten              | Czernák Eszter: Sárkányovi                       |
| 2021 | Kertész Edina: A lány, aki szavakkal varázsolt | Gryllus Vilmos: Vízcseppmesék                    |
| 2022 | Kiss Judit Ágnes: A Csodabogár                 | Kiss Judit Ágnes: A Csodabogár                   |
| 2023 | Bojti Anna: Csend apó kertje                   | Gimesi Dóra: Emma csöndje                        |
| 2024 | Békési Erika: A Mama köténye                   | Wéber Anikó: Anna Tükörképföldön                 |
| 2025 | TBD                                            | TBD                                              |

### Ifjúsági irodalom
Önálló kategóriaként 2017-től létezik, ekkor különült el a Gyermekirodalom kategóriától.
| Év   | A közönségdíjas könyv                                                  | A zsűri díjazottja                             |
| ---- | ---------------------------------------------------------------------- | ---------------------------------------------- |
| 2017 | Szirmay Ágnes: Szerelemre castingolva                                  | Molnár T. Eszter: Stand up!                    |
| 2018 | Leiner Laura: Ég veled                                                 | Berg Judit – Kertész Erzsi: A négy madár titka |
| 2019 | Gabriella Eld: Talpig feketében                                        | Maksai Kinga: Mia & Maja                       |
| 2020 | Csóti Lili: Hetedvérig                                                 | Szigeti Kovács Viktor: A táltos                |
| 2021 | On Sai: A két herceg                                                   | Ecsédi Orsolya: Meleg a helyzet!               |
| 2022 | Fróna Zsófia: Démonok közt                                             | Ling-Balogh Erna: Amikor beüt a cukor          |
| 2023 | On Sai: A gyógyítók                                                    | Kemendy Júlia Csenge: Az időlátók balladája    |
| 2024 | Bessenyei Gábor: Kopj le, jófiú!, Diana Soto: Kitka Bence Balatonalján | Berg Judit: Szélvésztől kergetve               |
| 2025 | TBD                                                                    | TBD                                            |

### Líra
2016-ban ítélték oda először.
| Év   | A közönségdíjas könyv                               | A zsűri díjazottja                                |
| ---- | --------------------------------------------------- | ------------------------------------------------- |
| 2016 | Bödecs László: Semmi zsoltár                        | Babiczky Tibor: Kivilágított ég                   |
| 2017 | Varró Dániel: Mi lett hova?                         | Varró Dániel: Mi lett hova?                       |
| 2018 | Peer Krisztián: 42                                  | Peer Krisztián: 42                                |
| 2019 | Simon Márton: Rókák esküvője                        | Szeles Judit: Szextáns                            |
| 2020 | Nádasdy Ádám: Jól láthatóan lógok itt               | Nádasdy Ádám: Jól láthatóan lógok itt             |
| 2021 | Terék Anna: Háttal a napnak                         | Krusovszky Dénes: Áttetsző viszonyok              |
| 2022 | Vida Kamilla: Konstruktív bizalmatlansági indítvány | Kiss Judit Ágnes: Szlalom                         |
| 2023 | Szöllősi Mátyás: Szabad                             | Borbély Szilárd: Bukolikatájban                   |
| 2024 | Kellerwessel Klaus: Hátam mögött a hulló porcelán   | Kellerwessel Klaus: Hátam mögött a hulló porcelán |
| 2025 | TBD                                                 | TBD                                               |